# Europees kampioenschap waterpolo mannen 2012
Het 30e Europees kampioenschap waterpolo voor mannen vond plaats van 16 januari tot 29 januari 2012 in het Pieter van den Hoogenband Zwemstadion in Eindhoven, Nederland. Twaalf landenteams namen deel aan het toernooi. Servië werd Europees kampioen, Nederland eindigde op de tiende plaats.

## Voorronde

### Groep A
| Datum      | Land        | Land        | Uitslag | Periode            |
| ---------- | ----------- | ----------- | ------- | ------------------ |
| 16 januari | Macedonië   | Turkije     | 16 - 4  | (3-1,2-0,6-0,5-3)  |
| 16 januari | Griekenland | Nederland   | 14 - 12 | (4-3,5-3,2-3,3-3)  |
| 16 januari | Hongarije   | Italië      | 12 - 8  | (2-3,5-0,4-3,1-2)  |
| 17 januari | Macedonië   | Griekenland | 6 - 10  | (0-2,1-3,1-1,4-4)  |
| 17 januari | Nederland   | Hongarije   | 6 - 19  | (2-2,1-4,2-5,1-8)  |
| 17 januari | Turkije     | Italië      | 6 - 17  | (2-17,1-4,3-6,0-0) |
| 19 januari | Hongarije   | Macedonië   | 14 - 9  | (4-2,4-4,2-1,4-2)  |
| 19 januari | Griekenland | Turkije     | 20 - 2  | (1-0,6-0,4-2,9-0)  |
| 19 januari | Italië      | Nederland   | 14 - 6  | (3-2,4-2,5-1,2-1)  |
| 21 januari | Macedonië   | Italië      | 5 - 15  | (2-3,1-2,1-5,1-5)  |
| 21 januari | Turkije     | Nederland   | 7 - 12  | (3-2,6-3,2-2,1-0)  |
| 21 januari | Griekenland | Hongarije   | 7 - 9   | (1-2,2-4,3-2,1-1)  |
| 23 januari | Turkije     | Hongarije   | 2 - 22  | (0-6,1-6,0-4,1-6)  |
| 23 januari | Macedonië   | Nederland   | 8 - 10  | (4-2,0-2,2-3,2-3)  |
| 23 januari | Italië      | Griekenland | 10 - 7  | (2-3,5-1,1-2,2-1)  |

| Groep A |             |             |             |             |             |            |            |            |        |
| #       | Land        | Wedstrijden | Wedstrijden | Wedstrijden | Wedstrijden | Doelpunten | Doelpunten | Doelpunten | Punten |
| #       | Land        | G           | W           | G           | V           | V          | T          | Saldo      | Punten |
| 1       | Hongarije   | 5           | 5           | 0           | 0           | 76         | 32         | +44        | 15     |
| 2       | Italië      | 5           | 4           | 0           | 1           | 71         | 37         | +34        | 12     |
| 3       | Griekenland | 5           | 3           | 0           | 2           | 58         | 39         | +19        | 9      |
| 4       | Nederland   | 5           | 2           | 0           | 3           | 46         | 62         | -16        | 6      |
| 5       | Macedonië   | 5           | 1           | 0           | 4           | 44         | 53         | -9         | 3      |
| 6       | Turkije     | 5           | 0           | 0           | 5           | 22         | 94         | -72        | 0      |

### Groep B
| Datum      | Land       | Land       | Uitslag | Periode           |
| ---------- | ---------- | ---------- | ------- | ----------------- |
| 16 januari | Kroatië    | Roemenië   | 10 - 7  | (2-1,3-2,2-1,3-3) |
| 16 januari | Duitsland  | Montenegro | 7 - 13  | (1-4,2-1,2-3,2-5) |
| 16 januari | Servië     | Spanje     | 8 - 5   | (1-0,2-3,3-1,2-1) |
| 17 januari | Servië     | Duitsland  | 13 - 12 | (2-3,5-2,4-4,2-3) |
| 17 januari | Spanje     | Roemenië   | 12 - 10 | (4-4,3-3,3-2,2-1) |
| 17 januari | Montenegro | Kroatië    | 8 - 10  | (2-3,3-2,3-3,0-2) |
| 19 januari | Duitsland  | Spanje     | 16 - 10 | (4-2,5-4,4-2,3-2) |
| 19 januari | Kroatië    | Servië     | 12 - 15 | (2-2,4-6,3-3,3-4) |
| 19 januari | Roemenië   | Montenegro | 8 - 11  | (2-5,2-3,1-1,3-2) |
| 21 januari | Servië     | Roemenië   | 14 - 5  | (3-0,4-0,3-1,4-4) |
| 21 januari | Spanje     | Montenegro | 10 - 10 | (1-2,4-3,3-3,2-2) |
| 21 januari | Duitsland  | Kroatië    | 10 - 9  | (3-1,4-2,1-2,2-4) |
| 23 januari | Kroatië    | Spanje     | 11 - 10 | (1-3,5-1,3-1,2-5) |
| 23 januari | Servië     | Montenegro | 7 - 11  | (2-3,1-3,4-3,2-0) |
| 23 januari | Roemenië   | Duitsland  | 9 - 10  | (2-4,3-2,2-2,2-2) |

| Groep B |            |             |             |             |             |            |            |            |        |
| #       | Land       | Wedstrijden | Wedstrijden | Wedstrijden | Wedstrijden | Doelpunten | Doelpunten | Doelpunten | Punten |
| #       | Land       | G           | W           | G           | V           | V          | T          | Saldo      | Punten |
| 1       | Servië     | 5           | 4           | 0           | 1           | 57         | 45         | +12        | 12     |
| 2       | Montenegro | 5           | 3           | 1           | 1           | 53         | 42         | +11        | 10     |
| 3       | Duitsland  | 5           | 3           | 0           | 2           | 55         | 54         | +1         | 9      |
| 4       | Kroatië    | 5           | 3           | 0           | 2           | 52         | 47         | +5         | 9      |
| 5       | Spanje     | 5           | 1           | 1           | 3           | 47         | 55         | -8         | 4      |
| 6       | Roemenië   | 5           | 0           | 0           | 5           | 39         | 57         | -18        | 0      |

## Kwartfinale ronde

### 7e/12e plaats
| Datum      | Land      | Land     | Uitslag | Periode           |
| ---------- | --------- | -------- | ------- | ----------------- |
| 25 januari | Macedonië | Roemenië | 10 - 12 | (1-1,3-4,3-4,3-3) |
| 25 januari | Turkije   | Spanje   | 4 - 16  | (0-5,3-4,0-3,1-4) |

### Kwartfinales
| Datum      | Land        | Land       | Uitslag | Periode           |
| ---------- | ----------- | ---------- | ------- | ----------------- |
| 25 januari | Italië      | Duitsland  | 9 - 4   | (2-1,3-2,3-1,1-0) |
| 25 januari | Griekenland | Montenegro | 9 - 11  | (4-2,2-4,2-4,1-1) |

## Halve finale ronde

### 7e/10e plaats
| Datum      | Land     | Land      | Uitslag | Periode                       |
| ---------- | -------- | --------- | ------- | ----------------------------- |
| 27 januari | Roemenië | Kroatië   | 16 - 15 | (4-2,3-2,2-1,1-5,0-1,1-2,4-3) |
| 27 januari | Spanje   | Nederland | 14 - 9  | (6-3,4-0,2-4,2-2)             |

### Halve finales
| Datum      | Land       | Land      | Uitslag | Periode                   |
| ---------- | ---------- | --------- | ------- | ------------------------- |
| 27 januari | Italië     | Servië    | 8 - 12  | (5-4,1-4,1-3,1-1)         |
| 27 januari | Montenegro | Hongarije | 14 - 13 | (2-2,4-3,4-3,2-4,1-1,1-0) |

## Plaatsingsronde

### 11e/12e plaats
| Datum      | Land      | Land    | Uitslag | Periode           |
| ---------- | --------- | ------- | ------- | ----------------- |
| 27 januari | Macedonië | Turkije | 9 - 7   | (3-1,2-2,2-1,2-3) |

### 9e/10e plaats
| Datum      | Land    | Land      | Uitslag | Periode           |
| ---------- | ------- | --------- | ------- | ----------------- |
| 28 januari | Kroatië | Nederland | 16 - 4  | (2-1,5-1,4-2,5-0) |

### 7e/8e plaats
| Datum      | Land     | Land   | Uitslag | Periode           |
| ---------- | -------- | ------ | ------- | ----------------- |
| 28 januari | Roemenië | Spanje | 8 - 9   | (1-2,1-2,3-1,3-4) |

### 5e/6e plaats
| Datum      | Land      | Land        | Uitslag | Periode           |
| ---------- | --------- | ----------- | ------- | ----------------- |
| 28 januari | Duitsland | Griekenland | 9 - 6   | (1-2,2-1,3-2,3-1) |

## Bronzen Finale
| Datum      | Land   | Land      | Uitslag | Periode           |
| ---------- | ------ | --------- | ------- | ----------------- |
| 29 januari | Italië | Hongarije | 9 - 12  | (1-1,3-4,4-1,1-6) |

## Finale
| Datum      | Land   | Land       | Uitslag | Periode           |
| ---------- | ------ | ---------- | ------- | ----------------- |
| 29 januari | Servië | Montenegro | 9 - 8   | (1-1,2-3,3-1,3-3) |

## Eindrangschikking
| Goud   | Servië      |
| Zilver | Montenegro  |
| Brons  | Hongarije   |
| 4      | Italië      |
| 5      | Griekenland |
| 6      | Duitsland   |
| 7      | Spanje      |
| 8      | Roemenië    |
| 9      | Kroatië     |
| 10     | Nederland   |
| 11     | Macedonië   |
| 12     | Turkije     |

Europees kampioenschap waterpolo mannen

1926 · 
1927 · 
1931 · 
1934 · 
1938 · 
1947 · 
1950 · 
1954 · 
1958 · 
1962 · 
1966 · 
1970 · 
1974 · 
1977 · 
1981 · 
1983 · 
1985 · 
1987 · 
1989 · 
1991 · 
1993 · 
1995 · 
1997 · 
1999 · 
2001 · 
2003 · 
2006 · 
2008 · 
2010 · 
2012 · 
2014 · 
2016 · 
2018 · 
2020 · 
2022 · 
2024
Europees kampioenschap waterpolo vrouwen

1985 · 
1987 · 
1989 · 
1991 · 
1993 · 
1995 · 
1997 · 
1999 · 
2001 · 
2003 · 
2006 · 
2008 · 
2010 · 
2012 · 
2014 · 
2016 · 
2018 · 
2020 · 
2022 · 
2024